# Ruzvat-Brücke
Die Ruzvat-Brücke ist eine Straßenbrücke über den Pandsch zwischen Afghanistan und Tadschikistan bei Ruzvat in der Nähe der Stadt Kalaikhum. Sie verbindet den Bezirk Darwos der tadschikischen Provinz Berg-Badachschan und den Distrikt Darvaz der afghanischen Provinz Badachschan.
Die Hängebrücke mit 135 m Spannweite und 3,5 m Breite kann von Fußgängern und von Kfz bis zu 25 t Gewicht benutzt werden.
Die Brücke steht fast am nördlichsten Punkt Afghanistans und etwa 4 km oberhalb der Einmündung des Obikhumbu bei Qalai Chumb, wo der Pamir Highway (M 41) das Ufer des Pandsch verlässt und nach Norden durch das Obikhumbutal Richtung Duschanbe führt. Sie soll die Erschließung des bisher kaum zugänglichen Nordens von Badachschan verbessern.
Sie war die zweite von bisher fünf Brücken über den Pandsch, deren Bau durch das Aga Khan Development Network veranlasst und finanziert wurden. Sie wurde am 6. Juli 2004 von Karim Aga Khan IV., Tadschikistans Präsident Emomalij Rahmon und Afghanistans Vize-Präsident Nematullah Shahrani eröffnet.
Zu dem Brückenprojekt, das 500.000 US$ kostete, gehört auch ein mit britischen Mitteln gebauter kleiner, jeden Samstag geöffneter Markt auf tadschikischer Seite, zu dem die afghanischen Händler ohne Visum Zugang haben und mit dem die Versorgung der Bevölkerung auf beiden Seiten des Flusses verbessert werden soll.